# 多井隆晴
多井隆晴（日语：／ ōi takaharu，1972年3月17日—）是日本竞技麻将的职业选手。YouTuber。出生于東京都葛饰区。从属于RMU团体和M.League的涩谷ABEMAS战队。他是RMU的团体代表以及SSS级称号获得者。他不仅取得许多职业麻将比赛奖项，还凭借着自己的谈话能力参与了各类节目。

## 经历
多井隆晴5岁学麻将，10岁就宣称自己已经掌握了麻将的牌效率。20 岁时，他现场观看了一场麻将职业比赛，受到启发下定决心成为职业麻将选手。1995年，年仅23岁的他，通过了日本职业麻将联盟的职业测试并成为第12期生，开始了他的麻将职业生涯。
1997年成为新人王，在凤凰联赛稳步晋级，2003年时进入最上位A1联赛 。其他冠军赛中多次获得亚军，曾一度被称为“白银收藏家”。2002年日本 ōpun中取得优胜，2005年获得王位。 
2006年，与A1联赛的现役王位土田浩翔、阿部孝則、河野高志等人一同退出了日本职业麻将联盟，成立了RMU（Real Mahjong Unit）团体，并于2007起担任团体代表。
2015年11月10日，参加了澳门举办的世界麻将选手权（WSON）的“职业日本代表决定战”，并取得优胜（共32名选手）。

### M.League
2018举行的M.League选秀大会上，获得涩谷ABEMAS第一轮的指名。
2018-19赛季的常规赛中获得476.3pt的个人得分，凭借此取得了当年的MVP。
在2021-22赛季某6半庄中达成连续78局保持不放铳的记录，此6半庄的顺位为2-2-2-1-3-2，并获得了当年最高避四率的个人奖项。不仅如此，他还取得了连续四年的常规赛个人得分超过200pt的成就。
凭借着稳定的个人常规赛成绩，多井隆晴和队伍连续四年闯入了M.League季后赛，但一次都没能取得最终的冠军。

## 个人生活
- 兴趣是电影鉴赏、漫画和动画[6]。
- 2004年时体重不足50千克，在做息肉手术前被医生告知“不足50千克的成年男性不能做全身麻醉”，于是在手术前喝了3升的食盐水[7]。
- 非常喜欢龙珠和金肉人。曾将全集龙珠保存到电脑里，但后来硬盘坏了一度非常失落[7]。
- 超过50岁依然未婚。

## 牌风
- 是基本上都会留安牌的防守型选手。2021-22M.League赛季获得最高避四率个人奖项时，他在表彰式上发言道“因为自己牌风如此，本来应该更早就获得这个奖项的，下一个赛季还会继续争取这个奖项”[8]。
- 虽然自称“最速最强”，但因为重视门前清而很少鸣牌，自己也坦诚至少肯定不是“最速”[9]。

## 个人成绩
- M.League个人得分1位
- RTD riigu2016
- 麻雀日本 shiriizu（第1、2、7回）
- 最强位（2020年[10]）
- 令昭位（第1、3、6、8、11期）
- 日本オープン（第1回、第9回）
- 第5期RMU kuraun优胜
- 王位（第31期）
- 第1回RMU长崎麻雀选手权 ajisai纪念优胜
- 2014GⅢ uesutan优胜
- 2011 ōpun riigu优胜
- 2013オープンリーグ优胜
- 2013 kuraimakkusu riigu优胜
- 新人王（第11期）
- RMU awaado2007 最优秀选手赏
- RMUアワード2009 最优秀选手赏
- RMUアワード2010 最优秀选手赏
- RMUアワード2011 最优秀选手赏
- RMUアワード2012 最优秀选手赏
- RMUアワード2013 最优秀选手赏
- RTD mansurii riigu2016　优胜
- 2016年度四神王座　优胜
- 2016年前期クライマックスリーグ
- 2017年前期クライマックスリーグ
- 2016年度RMU supurin cuppu　 aasu cuppu优胜
- 2017年SEGA NET麻雀 MJ Arcade纪念大会　优胜